# The Flickers
The Flickers（ザ・フリッカーズ）は、日本の3人組ロックバンド。

## 概要
関東出身の3人組。堀内が高校の同級生だった安島と、専門学校の同級生だった本吉を誘い、2005年ごろバンドを結成。それまで楽器はやっていなかったが、安島がギターを始めてすぐにオリジナル曲を作り始める。2011年に1stミニアルバム「WONDERGROUND」をタワーレコード限定でリリースし、インディーズシーンで注目され始める。次作「WAVEMENT」は初の全国流通盤となった。
2014年6月4日、1stシングル「AT FIRST LIGHT」でメジャーデビューを果たす。当時エイベックス内に創設されたロックレーベルONECIRCLE（ワンサークル）の第一弾だった。
2013年から3年連続でのROCK IN JAPAN FESTIVALや、サマーソニックなどの大型フェスにも出演するなどの人気だったが、2016年4月7日、予定していたライブを全てキャンセルし、突如解散を発表。メンバー間での意見の相違により音楽活動を続けていくことが困難になったとしている。

## メンバー
- 安島裕輔（あじま ゆうすけ）：ボーカル、ギター、シンセサイザー
- 堀内祥太郎（ほりうち しょうたろう）：ベース、コーラス
  - バンド結成から少しの間、ボーカルを務めていた。
- 本吉“Nico”弘樹（もとよし にこ ひろき）：ドラム、コーラス

またメジャーデビュー前には女性メンバー（ギター、キーボード）がいた。

### サポートメンバー
- 三橋隼人（ギター/HERE）2015年4月から解散まで。
- Kanako（シンセサイザー/ORGALOUNGE）2015年4月から2016年2月まで。
- ナカオソウ（ギター/Applicat Spectra）2015年4月から解散まで。

## ミュージックビデオ
| 監督         | 曲名                               |
| GROUNDRIDDIM | 「love destruction」               |
| ひつじ       | 「midnight express」               |
| 森義仁       | 「lovender」「white heat」「永遠」 |
| 丹羽貴幸     | 「nova」「love in the music」      |
| 高木聡       | 「new romantics」                  |
| 不明         | 「supersonic」                     |

## 主なライブ

### ワンマンライブ・主催イベント
- 2013年02月22日・24日 - Fl!ck EPレコ発!
w/white white sisters/Kidori Kidori
- 2013年07月14日・15日・20日 - "A PIECE OF THE WORLD" Release One Man Live!
- 2014年02月21日・03月02日 - The Flickers presents "SUMMER OF LOVE"
- 2014年06月06日・08日 - The Flickers presents "SUMMER OF LOVE"
w/DE DE MOUSE + his drummer/タロウサイファイ(avengers in sci-fi)/Rob Kidney(WISH LESS)/ひつじ/0.8秒と衝撃。/タイラダイスケ(FREE THROW)
- 2014年10月26日・31日 - ワンマンライブ
- 2015年04月14日・07月05日・17日・19日 - The Flickers presents "UNDERGROUND POP"
- 2016年01月29日〜02月26日 - The Flickers presents「SUMMER OF LOVE」

### 出演イベント
- 2011年10月15日 - MINAMI WHEEL 2011
- 2012年04月30日 - Niigata Rainbow ROCK Market
- 2012年05月19日 - Shimokitazawa SOUND CRUISING ～DAY TIME～
- 2012年05月27日 - ROCKS TOKYO 2012
- 2012年06月09日 - HighApps×踊るロック
- 2012年06月14日・24日 - KUDANZ 2nd ALBUM release tour 「子供達は踊らない」
- 2012年07月12日 - GLICO LIVE "NEXT"
- 2012年07月14日 - GFB'12
- 2012年08月21日 - ROCK KIDS 802 THE MUSIC CAMP
- 2012年08月25日 - RockDaze!2012
- 2012年09月02日 - RUSH BALL 2012
- 2012年09月15日 - Yuya Tsuji Presents ETERNAL ROCK CITY.2012
- 2012年09月26日 - HighApps x New Audiogram #01
- 2012年10月06日 - REDLINE TOUR 2012
- 2012年10月12日 - MINAMI WHEEL 2012 EXTRA -MIDNIGHT EDITION-
- 2012年10月13日 - MINAMI WHEEL 2012
- 2012年10月31日・11月01日・04日 - Hello Sleepwalkers×The Flickers Presents "Hi-Fi Waves 2012"
- 2012年11月02日 - 明大祭 6-ON! Festival
- 2012年11月09日 - エレキレンタル vol.8
- 2012年11月29日 - LIVE LIVEFUL!SHIBUYA 5DAYS!
- 2012年12月16日 - GFB'12 大忘年会
- 2012年12月23日 - THEラブ人間決起集会「下北沢にて'12」
- 2012年12月29日 - COUNTDOWN JAPAN 12/13
- 2012年12月30日 - FM802 ROCK FESTIVAL RADIO CRAZY 2012
- 2013年01月14日 - HighApps Vol.10 SPECIAL!! ～2013 New Year Rock Party!～
- 2013年01月18日 - MONICA URANGLASS "O/N/G TOUR 2013"
- 2013年03月01日 - BOMBONERA
- 2013年03月11日 - Beat Happening!GREATEST MAX! VOL.900SPECIAL!
- 2013年03月16日 - MUSIC CUBE 13
- 2013年03月17日 - HAPPY JACK 2013
- 2013年03月18日 - RockDaze!外伝'13march
- 2013年03月21日 - ZIP-FM FIND OUT presents LIVEHOUSE A-GO-GO～Live or Die～
- 2013年03月23日・24日 - オワリカラ Presents NEW DAYS & NEW YEARS
- 2013年04月12日 - キドリキドリのまともなイベント vol.1
- 2013年04月17日 - LIVE SUPERNOVA
- 2013年04月20日 - 夢チカLIVE Vol.86
- 2013年04月22日 - キドリキドリのまともなイベント in Tokyo
- 2013年05月25日 - TOKYO METROPOLITAN ROCK FESTIVAL 2013
- 2013年06月01日 - RUSH BALL★R
- 2013年06月03日・05日・06日・14日・16日 - HighApps Tours
- 2013年06月08日 - SAKAE SP-RING 2013
- 2013年06月26日 - スペースシャワー列伝 ～第九十四巻 早暁(そうぎょう)の宴～
- 2013年06月29日 - OTOSATA Rock Festival 2013
- 2013年08月02日 - ROCK IN JAPAN FESTIVAL 2013
- 2013年08月10日 - SUMMER SONIC 2013
- 2013年08月17日 - RISING SUN ROCK FESTIVAL 2013 in EZO
- 2013年08月23日 - ナツフィッシュ2013
- 2013年08月27日・28日 - Livemasters CHOICE×HighApps
- 2013年08月31日 - RUSH BALL 2013
- 2013年09月07日 - Jin Rock Festival in KAMO 2013
- 2013年09月17日 - Kidori Kidori "El Blanco" Release Tour
- 2013年10月05日 - MEGA☆ROCKS 2013
- 2013年10月13日 - MINAMI WHEEL 2013
- 2013年10月26日 - 音生サーキット 2013 HALLOWEEN SPECIAL
- 2013年11月11日 - GLICO LIVE "NEXT" SPECIAL
- 2013年11月16日 - FM NORTH WAVE 20th Anniversary FM NORTH WAVE & WESS presents IMPACT!V(Powered By Radio WE!)
- 2013年12月09日 - MUSICA×HighApps ～Winter Party Nights - ROCK & SYMPHONY!～
- 2013年12月28日 - COUNTDOWN JAPAN 13/14
- 2014年03月21日 - HighApps Vol.18 SPECIAL!! ～スリー・ツー・ワン!SPRING Rock Party～
- 2014年04月04日 - フレデリック presents UMIMOYASU Vol.7
- 2014年04月05日 - フレデリック presents UMIMOYASU Vol.8 うちゅうにむちゅうだしろくじちゅう
- 2014年05月03日 - VIVA LA ROCK
- 2014年05月17日 - 夢チカLIVE SP in Zepp Sapporo
- 2014年06月02日 - HighApps Vol.19
- 2014年06月07日 - SAKAE SP-RING 2014
- 2014年07月09日 - mothercoat presents " N G " vol.2
- 2014年07月10日・11日 - テスラは泣かない。「TESLA doesn't know how to cry.」release tour
- 2014年07月15日 - HighApps Vol.21 踊るロック×HighApps
- 2014年07月19日 - JOIN ALIVE 2014
- 2014年07月24日・25日 - Livemasters SUMMER CHOICE 2014 ～QUATTRO HEAT UP～
- 2014年08月06日 - onion night!Weekly Jack!2014×梅田シャングリラ9周年祭
- 2014年08月09日 - ROCK IN JAPAN FESTIVAL 2014
- 2014年08月17日 - SUMMER SONIC 2014
- 2014年08月22日 - Czecho No Republic "MANTLE TOUR〜2014年宇宙の旅〜"
- 2014年09月02日 - ツタロック・スペシャルライブ
- 2014年09月10日 - SANN by New Audiogram
- 2014年10月11日 - avengers in sci-fi "Home Chic Tour"
- 2014年10月12日 - MINAMI WHEEL 2014
- 2014年11月07日 - フレデリック 踊ってない夜が気に入らNIGHTツアー 対バン編
- 2014年11月10日 - Big Benn vol.5
- 2014年11月23日・24日 - SISTER JET Tour "our world"
- 2014年12月16日 - LOVE! LIFE! LIVE! X'mas SPECIAL
- 2014年12月27日 - FM802 ROCK FESTIVAL RADIO CRAZY 2014
- 2014年12月31日 - COUNTDOWN JAPAN 14/15
- 2015年01月18日 - 赤色のグリッター「世界は赤色」レコ発ツアー
- 2015年02月06日 - avengers in sci-fi presents "Unknown Tokyo"
- 2015年04月05日・12日 - HighApps SPECIAL!! ～SPRING ROCK PARTY 2015～
- 2015年05月30日 - Shimokitazawa SOUND CRUISING 2015
- 2015年06月07日・09日・10日 - Rhythmic Toy World「お残しは許しまへんでーっ!ツアー ～対バンコース～」
- 2015年06月25日 - Applicat Spectra presents 「ネコ座流星群 vo.5」
- 2015年07月07日〜24日 - HighApps TOURS 2015
- 2015年08月02日 - ROCK IN JAPAN FESTIVAL 2015
- 2015年10月11日 - MINAMI WHEEL 2015
- 2015年11月21日 - The Cheserasera presents 「曇天ケセラセラ」
- 2015年11月22日 - 下北沢にて'15
- 2015年12月31日 - COUNTDOWN JAPAN 15/16

### インタビュー
- ナタリー(2012年5月)
- OTOTOY(2012年5月)
- ナタリー(2013年6月)
- OTOTOY(2013年6月)
- Tower Records(2013年6月)
- Skream!(2013年6月)
- HMV ONLINE(2013年6月)